# 国際自転車競技連合
国際自転車競技連合（こくさいじてんしゃきょうぎれんごう、仏: Union Cycliste Internationale〈ユニヨン・シクリスト・アンテルナシオナル〉, 略称:UCI）は、自転車競技の国際競技連盟。本部はスイスのエーグルにおかれている。
UCIは競技者、役員（コミセール、監督、コーチ）等のライセンスを管理し、ドーピング関連など、競技に関する規則を執行している。UCIはさらにレースの格付けとランキング制度の運営を行っており、対象となるレースは、ロード、トラック、マウンテンバイク、BMXといった種目で、男子・女子、プロ・アマチュアレースにわたり幅広い。
日本語では、かつて国際サイクリスト連合と訳されたことがあり、日本のマスコミでは国際自転車連合と表記されることも多い。国際自転車競技連合は日本自転車競技連盟の採用している表記である。

## 歴史
UCIは1900年4月14日に、パリでベルギー・アメリカ合衆国・フランス・イタリア・スイスの自転車競技団体が合同して設立された。
1965年、当時アベリー・ブランデージ会長の下でアマチュアリズムを徹底していた国際オリンピック委員会 (IOC) からの強い勧告により、UCIは傘下に「国際アマチュア自転車競技連盟 (FIAC : Fédération Internationale Amateur de Cyclisme)」と「国際プロフェッショナル自転車競技連盟 (FICP : Fédération Internationale de Cyclisme Professionnel)」という2団体を発足させた。FIACはローマに、FICPはルクセンブルクに本部を置き、ジュネーヴのUCIは、両者の調整役を担うことになった。
FIACは、オリンピック自転車競技の代表参加を統括したほか、5大陸すべてに127の構成団体があり他の2団体よりも規模が大きく、東側諸国のアマチュア団体が大きな影響力を持った。FIACとFICPの選手間の競走は、1974年のパリ〜ニースなど機会が極めて限られていた。
プロアマオープン化の流れの中、1992年、UCIがFIACとFICPの両組織を再統合・吸収し、本部をIOC本部に近いローザンヌに移した。2002年に本部をエーグルに移転した。2004年には、本部に隣接する世界自転車競技センターに200mトラックのヴェロドロームを建設した。
UCIは2022年ロシアのウクライナ侵攻を受け、ロシアとベラルーシの連盟に所属する選手の国際大会への出場を禁じ、両国で開催のされる予定だったUCIイベントも剥奪された。

## 世界選手権
UCIは世界選手権自転車競技大会を開いている。世界選手権は、各競技についてさまざまなカテゴリーで開かれ、ふだんの所属チームではなく国を単位として競い合う。これらのレースの勝者は、五大陸を表す五色のストライプの入ったレーサージャージ（マイヨ・アルカンシエル）を1年間着用する権利を得る。

## ロードレース
1988年から2004年まで、UCIはワンデイのプロロードレースのメジャーな大会をまとめて1シーズンの順位を競うUCI・ロードワールドカップを運営していた。2005年に三大ツール（ツール・ド・フランス、ジロ・デ・イタリア、ブエルタ・ア・エスパーニャ）とさらに幅広いワンデイレースやステージレースを加えたUCIプロツアーに移行。その後2009年、2010年のUCIワールドカレンダー、2011年からのUCIワールドツアーと、名称やレギュレーションに変更を加えながら以降も続けられている。

## トラックレース
世界選手権大会においては、第1回開催の1893年より実施されている。1993年から、UCIトラックワールドカップクラシックスを開催している。

## マウンテンバイク
マウンテンバイクレースでは、毎年行われるマウンテンバイク世界選手権がもっとも重要かつ権威ある大会である。この大会では、クロスカントリー、ダウンヒル、フォークロスの種目が行われる。クロスカントリーはオリンピックでの実施種目（1996アトランタより）
UCIマウンテンバイクワールドカップは、複数のレースによるシリーズ方式で、1991年から毎年行われている。

## BMX
BMXはバイシクル・モトクロスの略で年少者から人気が高い自転車競技。当時の統括団体である国際BMX連盟（IBMXF）を1996年に統合した。BMXのレースでは、世界選手権と、各国転戦のBMXスーパークロス・ワールドカップが行われている。またBMXで行うフリースタイルがあり、フラットランド・パーク・ストリート・トレイル・バードなどと呼ばれる種目もある。UCIはレースとフリースタイルパークの2種目を管理しており、レースはオリンピックでも実施種目（2008北京より）となっている。

## 室内自転車競技
サイクルサッカーとサイクルフィギュアからなる室内自転車競技では、サイクルサッカーワールドカップと室内自転車競技世界選手権がUCIによって開催されている。

## パラサイクリング
UCIは、2007年2月から身体障害者スポーツとしての自転車競技であるパラサイクリングを統括するようになった。同年から国際パラリンピック委員会に代わり、パラサイクリング世界選手権大会を主催している。

## 参考項目
- 日本自転車競技連盟 - 日本における自転車競技の統括団体で、UCI加盟団体。